# Annica Hansen – Der Talk
Annica Hansen – Der Talk war eine von Sat.1 ausgestrahlte Pseudo-Talkshow (Scripted Reality) mit Annica Hansen. Die Dialoge waren per Drehbuch im Voraus festgelegt und wurden von Schauspielern umgesetzt. Zunächst wurden zehn Episoden der Sendung ausgestrahlt, die nur schwache Einschaltquoten erreichten und heftiger Kritik ausgesetzt waren. Nach schwachen Einschaltquoten wurde das Format nicht weiter verfolgt.
Nachdem der von Hans Meiser in Deutschland ausgelöste Boom so genannter „Nachmittags-Talkshows“ um die Jahrtausendwende herum abflachte und im Zuge dessen fast alle Formate eingestellt wurden, war Sat.1 der erste Sender, der eine derartige Talkshow wieder ins Programm nahm.
Annica Hansen – Der Talk ähnelt der ebenfalls auf Sat.1 ausgestrahlten Talkshow Ernst-Marcus Thomas – Der Talk.

## Inhalt
Wie andere Nachmittags-Talkshows behandelte die Sendung Probleme des menschlichen Zusammenlebens. Häufig fanden laute Wortgefechte zwischen den Gästen statt, selten sogar handgreifliche Taten, die dann von einem der Bodyguards verhindert wurden.
Im Gegensatz zu anderen Talkshows, wie z. B. Britt – Der Talk um eins, waren die gezeigten Personen Laienschauspieler, die Handlung und die kompletten Gespräche liefen nach einem Drehbuch. Lediglich die Texte der Moderatorin waren spontan, beteuerte die Moderatorin.
Nach einem 14-tägigen Testlauf mit zehn Folgen wurde am 20. Juli 2012 die letzte Folge ausgestrahlt. Im Anschluss wurde ebenfalls in einem 2-wöchigen Test Ernst-Marcus Thomas – Der Talk gezeigt.

## Kritik
Die Show wurde von allen Seiten heftigst kritisiert, vor allem die Tatsache, dass die Show gestellt ist. Die Presse bezeichnete das Format als „Fake-Talk“ und erwähnte immer wieder, dass die Zuschauer „verarscht werden“.

„Auch bei „Annica Hansen“ wird gepöbelt, bis die Galle platzt.“

„Talks nach Drehbuch sind nicht neu, doch das, was Sat.1 seit dieser Woche zur Mittagszeit zeigt, ist an Belanglosigkeit und Oberflächlichkeit kaum zu überbieten. (...) Es ist nur schwer auszuhalten (...) Wer den lächerlichen Geschichten mehr als nur eine viertel Stunde folgt, dürfte sie als Beleidigung der eigenen Intelligenz betrachten.“